# Redis
Redis е склад за данни от типа „ключ – стойност“ с отворен код. Написан е на ANSI C. Поддържа най-различни видове структури от данни – низове, списъци, асоциативни масиви и други. Според месечното класиране на DB-Engines Redis е най-популярният склад от този тип.